# Moe
Moe (萌え lit. «florecimiento»?), ocasionalmente escrito moé, es una palabra del argot japonés que originalmente se refiere a un fetiche por los personajes de videojuegos, anime o manga. Por ejemplo, meganekko-moe, "moe de chicas con gafas", describe a una persona que se siente atraída por personajes ficticios que usan gafas. Desde entonces, ha tendido a ser utilizado como un término más general que describe manías y fetiches sexuales; tetsudō-moe (鉄道萌え, "moe de trenes") es simplemente un interés apasionado por los trenes. Una moekko es un personaje que puede ser considerado un estereotipo moe, que hasta para los más enterados en la materia es difícil de delimitar.

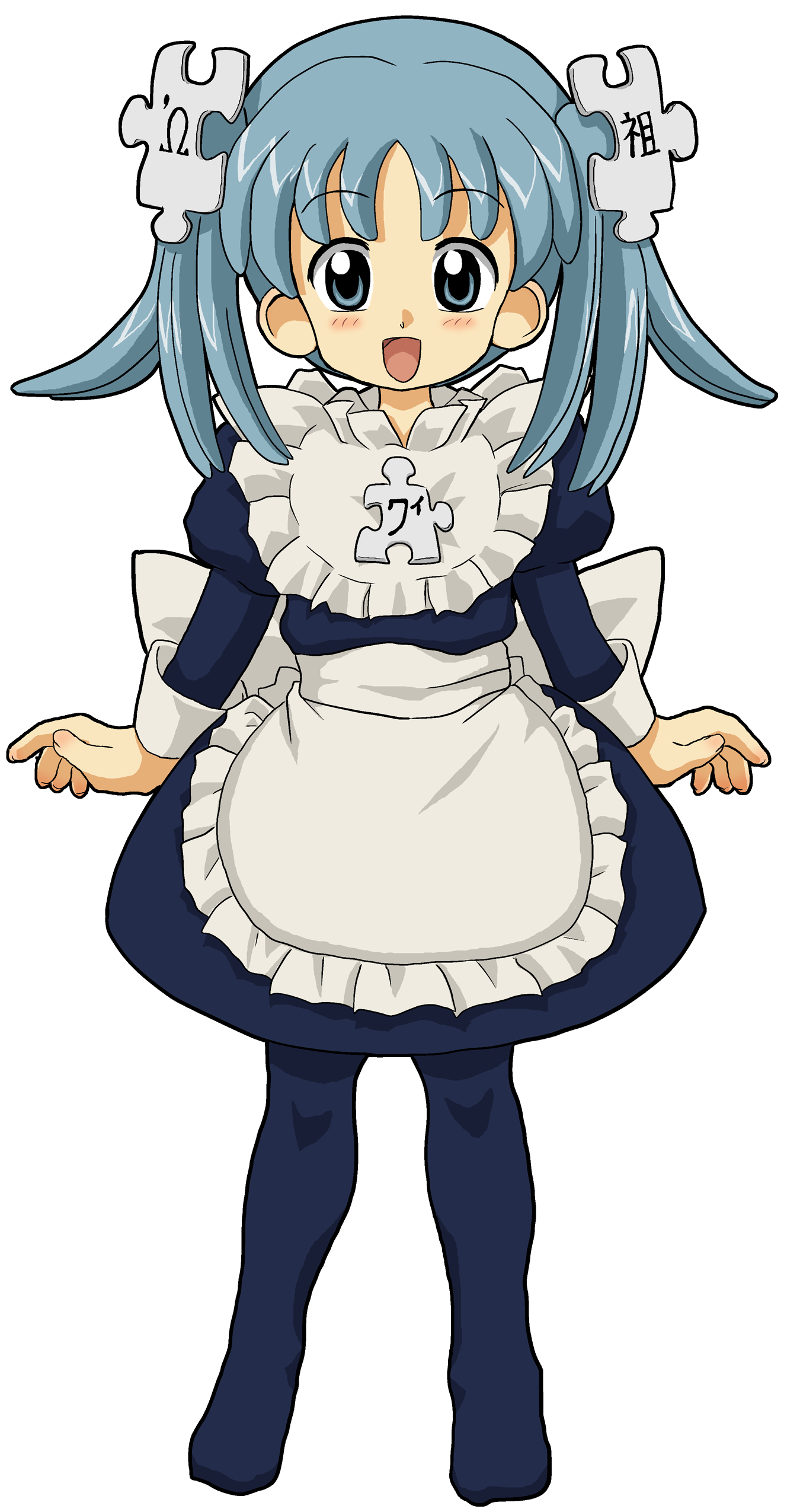
Wikipe-tan, una personaficación "moe" de la Wikipedia japonesa.

"Moe!" es también usado por los aficionados al anime, e incluso en algunos animes, como una interjección que se refiere a un personaje al cual el hablante considera moe. Así como con muchos aspectos de los aficionados, el manga y anime que puede ser criticado o favorecido por los otakus moe depende de la opinión de cada quién. El anime bishōjo, lolicon, shotacon y moe son tratados ocasionalmente como 'géneros' sinónimos, por el hecho de que muchos personajes de estas series tienden a tener características moe.
Los rasgos moe más comunes suelen ser aquellos relacionados con la ternura como lo son algunos rasgos físicos (edad), rasgos emocionales (ingenuidad o inocencia), una peculiar conducta sumado a alguna debilidad obvia que atraiga la simpatía y cariño del fanático, siendo esto algo que no es falso, pero en realidad su objetivo también se podría decir como ya se mencionó, despertar o resaltar un fetiche o atracción sexual hacia estos personajes. Sin embargo, muchos artistas han definido el moe sin tener que referirse a un personaje cuya personalidad despierte en la audiencia una respuesta protectora o afectuosa, aunque tal vez si sexual. Dejando las apariencias de lado, una personalidad moekko puede variar ampliamente; dependiendo de la audiencia, un personaje moe puede llegar a ser también uno con características "hombrunas" o uno con una personalidad sarcástica y cínica. Algunos de los personajes moekko más populares en realidad poseen muy pocas características que permitan encasillarlas como tal, y otros han sido clasificados de ese modo por accidente.

## Definición
Moe (萌え, pronunciado como [mo.e]) es una palabra de jerga en el lenguaje japonés, un préstamo lingüístico que hace referencia a un fuerte afecto o cariño (fetiche), principalmente hacia personajes ficticios del anime, manga y videojuegos. El “moe”, sin embargo, también está ganando fuerza en usarse para referirse a sentimientos o fijación hacia cualquier tema o materia. El “moe” puede ser dirigido hacia un personaje ficticio por sentimientos sexuales y deseos personales; sin embargo, pensar de manera obsesiva acerca de ello, puede considerarse algo fuera de contexto. La palabra “moe” tiene presuntamente su origen al final de la década de 1980 y comienzos de los años 90 en Japón, aunque su origen exacto es indefinido y existen algunas teorías sobre cómo el término comenzó a ser utilizado. Los personajes “moe” han sido masificados de manera mediática en la sociedad japonesa y han contribuido positivamente en la economía japonesa contemporánea. El tema se discute tanto en la internet como en la vida real; los organismos de clasificación de videojuegos utilizan el término para referirse a los videojuegos que contienen este tipo de material (novelas visuales y videojuegos eroge).
Algunos de los teorizadores más importantes sobre este fenómeno cultural son: Tamaki Saitō, Hiroki Azuma y Kazuya Tsurumaki, los cuales dan su propia definición sobre el “moe”, su significado y su importancia en el ámbito japonés de la subcultura “otaku”.
Moe de una forma más exacta se refiere a un ideal de algo. EJ: si se refiere a un personaje femenino, esto se refiere a un ideal japonés de como debe ser una mujer perfecta y sensual.

## Sinopsis
El término "Moe" se utiliza en el argot para referirse a los sentimientos de cariño, adoración, devoción y hasta excitación sexual que se personifican en los personajes, valga la redundancia, ya sea de manga, anime o videojuegos, que ayudan a resaltar sus características y su propia personalidad. Los personajes que provocan estos sentimientos son llamados “personajes moe”. La palabra además se utiliza también para ser relacionada en otra cantidad de temas (novelas ligeras, live action, doramas, ilustraciones, personajes literarios, etc.). El significado de “moe” también se incluye en la idea de “sentimientos profundos hacia un personaje en particular”; también es usada en casos donde simplemente un “me gusta” no es suficiente para expresar aquel sentimiento. El común denominador en todos los sentimientos que engloba el término “moe” es que esa fijación emocional se tiene con objetos con los cuales no se puede entablar una relación sentimental real, ya sea con personajes de ficción, idols u objetos inorgánicos (dakimakuras, figmas, pósteres, artículos de moda como lentes, etc.). Esto puede ser considerado algún tipo de “pseudo-romance”, pero no siempre se puede percibir como un “romance real”.

## Percepción

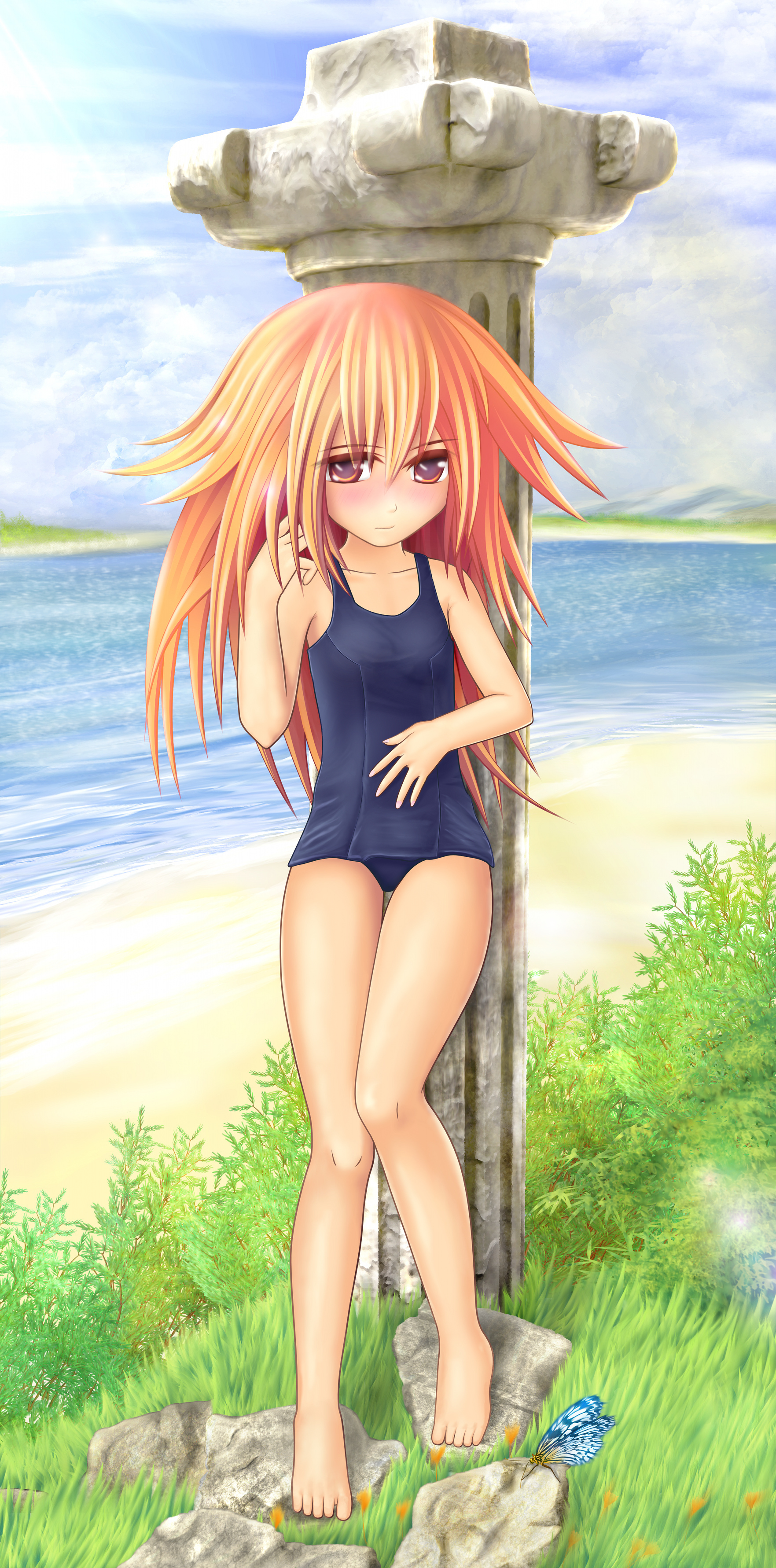
Ejemplo de un personaje con estética "moe": joven, con atractivo tierno y de características "infantiles".

Aunque el moe es marcadamente identificado (a veces negativamente) con aficionados hombres, puede compartir características de personajes protagonistas femeninos de shōjo, especialmente indecisión, belleza e inocencia. Frecuentemente las chicas estilo moekko aparecen junto con una oneesama (hermana mayor) en relaciones que denotan un lazo constante y caprichoso. Además, muchas series de anime tienen personajes y temas que son notablemente similares al shōjo, aunque las series estilo moe en principio están dirigidas directamente a un público masculino adulto debido a que están en horario para adultos en la televisión.
El moe que se enfoca en personajes muy jóvenes es frecuentemente confundido o incluso igualado con series loli-con (preferencia sexual por jóvenes prepubertas), pero para los fanáticos hay una línea sutil que los diferencia. Para muchos que son leales al moe, el punto está en que en vez de imaginar, estas series mantienen y dejan ver que se está profundamente involucrado con el personaje, de tal manera que uno desea el bien del mismo, ya que no son perfectos. A veces esto es explicado como tener un 'complejo de Gran Hermano' (al que irónicamente algunos encuentran connotaciones sexuales). De forma más general, muchos fanáticos insisten en que el moe es implícitamente no-sexual; y al igual que en muchos tipos de manga y anime, es sexualizado posteriormente por algunos fanáticos.
Aquellos detractores del género al respecto afirman que los fanáticos del moe tienden a rebuscar personajes que son no-amenazantes y lindas, o ellos adoptan una interpretación errada de algunos personajes femeninos en la forma de un ídolo auto-creado.

## Orígenes

El término podría vincularse con los nombres de algunas heroínas del anime, como Hotaru Tomoe, de Sailor Moon

El origen del término y su etimología se desconocen. El columnista de anime John Oppliger ha descrito algunas teorías que son bastantes populares en los aficionados, que muestran cómo el término se relaciona con los nombres de algunas heroínas del anime, como por ejemplo Hotaru Tomoe, de Sailor Moon (Tomoe se escribe de la siguiente forma: 土萌, de gran similitud con término moe “萌え”) o también se podría referir al personaje Moe Sagisawa, del anime de 1993, Kyōryū Wakusei. El psicólogo Tamaki Saitō logró identificar que el término "moe" proviene de la palabra japonesa para “incipiente”, moeru (萌える). Ken Kitabayashi, del Instituto de Investigación Nimura, ha definido la palabra “moe” como “un fuerte vínculo hacia los ideales propios de la persona en cuestión”. Kitabayashi ha podido identificar que el origen término “moe” puede basarse en un juego de palabras con los verbos terminados en consonantes en el idioma japonés, lo que se denomina godan (五段), teniendo como base el verbo para “germinar”, moyasu (萌やす), y su homónimo “arder”, moeru (燃える). Siguiendo la misma línea de pensamiento, Kitabayashi también ha identificado que otro posible origen para el término “moe” puede ser otro juego de palabras, partiendo del término japonés para los verbos terminados en vocal del idioma japonés, lo que se conoce como ichidan (一段), teniendo en cuenta que el verbo para “germinar”, moeru (萌える), y su homónimo moeru (燃える), que significa “arder” (en el sentido de que el propio corazón está “ardiendo” o que “arde de pasión”). Galbraith establece que el término proviene de 2channel, en la década de 1990, de las discusiones sobre personajes femeninos que son “híbridos entre los géneros del Lolicon (complejo de Lolita) y el bishoujo (adolescente hermosa)”.
Todo esto describe cómo es exactamente Hotaru Tomoe, lo que coincide con su alta popularidad en 2channel, y da mayor validez a la teoría de que el término “moe” tiene su origen en su nombre. Otra razón por la cual el término puede tener su origen en Hotaru Tomoe puede ser su trasfondo en la historia del anime. El término ha sido asociado con personajes que tienen un “aura” que despierta en el espectador el deber de protegerlos porque son vulnerables, y Hotaru encaja en esta categoría; en el manga, un accidente de laboratorio mata a su madre y la deja a ella con graves secuelas, tanto físicas como emocionales.
El organizador del Comiket, Ichikawa Koichi dice que el personaje de Lum, del anime Urusei Yatsura, podría considerarse el primer personaje “tsundere” y la primera referencia del término “moe”, utilizado para describir a un personaje.
El personaje de Clarisse, de la película El castillo de Cagliostro (1979), de Hayao Miyazaki, también podría llegar a considerarse un ejemplo "ancestral" de un personaje moe. Según Hiroki Azuma, el personaje de Rei Ayanami, del anime de 1995, Neon Genesis Evangelion, se ha convertido en un personaje moe prominente entre los fanes, porque "ha cambiado los paradigmas" de lo que la gente considera inspirador, desde una perspectiva moe. Desde entonces, la industria del anime ha producido muchos personajes que comparten sus atributos de piel pálida, cabello azul y su "personalidad calmada".

## Aplicación comercial

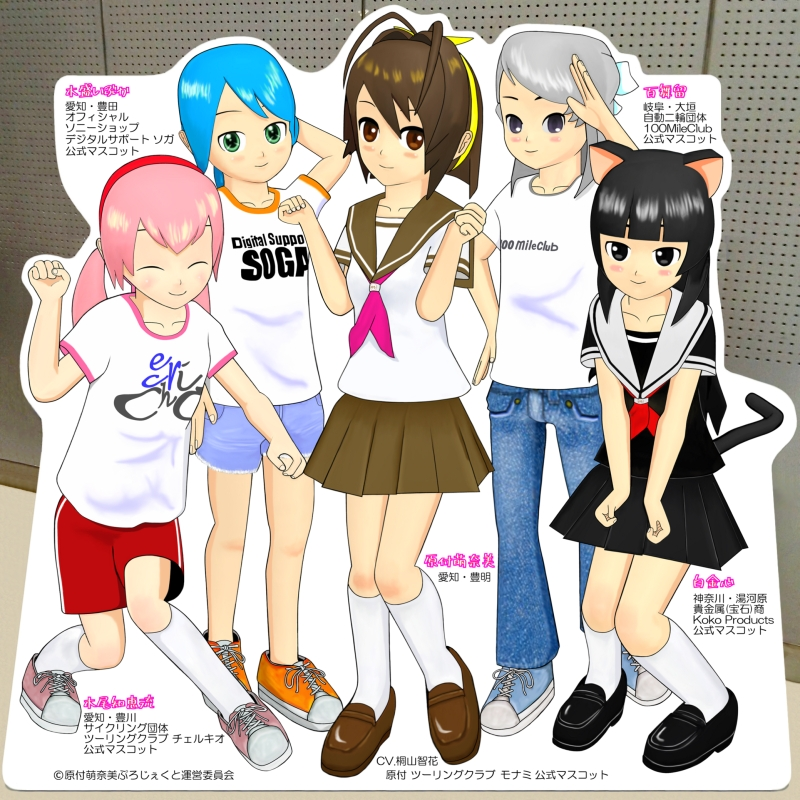
Un ejemplo de personajes comerciales de Moe.

La popularidad de los personajes moe, se ha dado gracias al mercado de medios japonés. En 2004, el mercado moe en los medios de comunicación, tanto en los medios impresos, en la televisión y en los juegos de video, han reportado más de 88 mil millones de yenes; más de una tercera parte de todos los ingresos estimados (290 mil millones de yenes) del mercado “otaku” en Japón.
En 2009, el editor en jefe del sitio web Japanator, Brad Rice, dijo que: “el moe se ha convertido en una fuerza económica, literalmente”, refiriéndose a que muchos productos utilizan algún elemento o característica del “moe” para poder venderse mejor. Mencionó además que el “moe” es usado para vender obras de anime y manga a "aquellos fanáticos extremos que compran cantidades excesivas de artículos relacionados con los personajes a los que se ven atraídos."
John Oppliger, de la página AnimeNation, identificó la década de los 2000 como el tiempo en que el moe se convirtió en un tema de importancia y popularidad. Al principio se trataba de un sentimiento no relacionado con la sexualidad, pero el interés gradual de los fanáticos resultó en la posterior comercialización del moe y en su evolución a una fascinación hacia la ternura de los personajes sublimada mediante la sexualidad. Oppliger dice además que el intercambio entre personaje y espectador característico del moe fue reemplazado completamente por un enfoque en el fetiche de los espectadores. Entre los ejemplos utilizados por Oppliger para exponer este fenómeno se encuentran las series K-On!, Lucky Star y Moetan; el punto principal de estas series es “centrarse en lo adorable, lo caprichoso, o la torpeza de las chicas preadolescentes que, como protagonistas, evocan, exacerban y manipulan los intereses y afecciones de los espectadores”. Así, más que evocar sentimientos de “moe”, estos personajes son definidos por las características del moe. Oppliger se refiere a estos personajes femeninos como “adorablemente lindas, con un poco de atractivo sexual y algo cohibidas, pero sin llegar a ser cínicas”.
El antropomorfismo moe en la actualidad se utiliza, aplicando las características del moe, para dotar de elementos humanos a artilugios u objetos no humanos, como computadoras, platos de comida, prefecturas, libros, etc. En la serie de videojuegos llamada Gradius, la protagonista es una nave espacial llamada Vic Viper. En un juego spin-off de la serie, el moe es aplicado en Vic Viper para crear a su versión moe: Otomedius.

## Atracción sexual
En muchas ocasiones, los sentimientos por personajes moe ficticios puede incluir alguna “fijación sexual” o puede entenderse en el contexto donde “aparecen un montón de chicas lindas con pechos grandes”. En esos casos, los sentimientos de atracción inocentes, gradualmente se convierten en fuertes instintos que pueden desembocar en sentimientos eróticos por el personaje moe.
Mientras que el erotismo suave es generalmente aceptado como “moe”, sexualizar demasiado a un personaje es algo considerado por fuera de la categoría del moe. En una novela ligera, escrita por Nagaru Tanigawa (autor de la serie de famosas novelas ligeras de la franquicia “Suzumiya Haruhi no Yūutsu”) uno de los personajes menciona que la distinción entre el moe y el erotismo puro se puede basar en mantener sentimiento de afección por ese personaje, desde que no involucre algo relacionado con la masturbación. De acuerdo con el comentarista, Tooru Honda, quien considera al moe como “romance sin pensar demasiado”, la idea de un tipo de amor sin moe sería lo que conocemos como “amor romántico”.

## Concursos

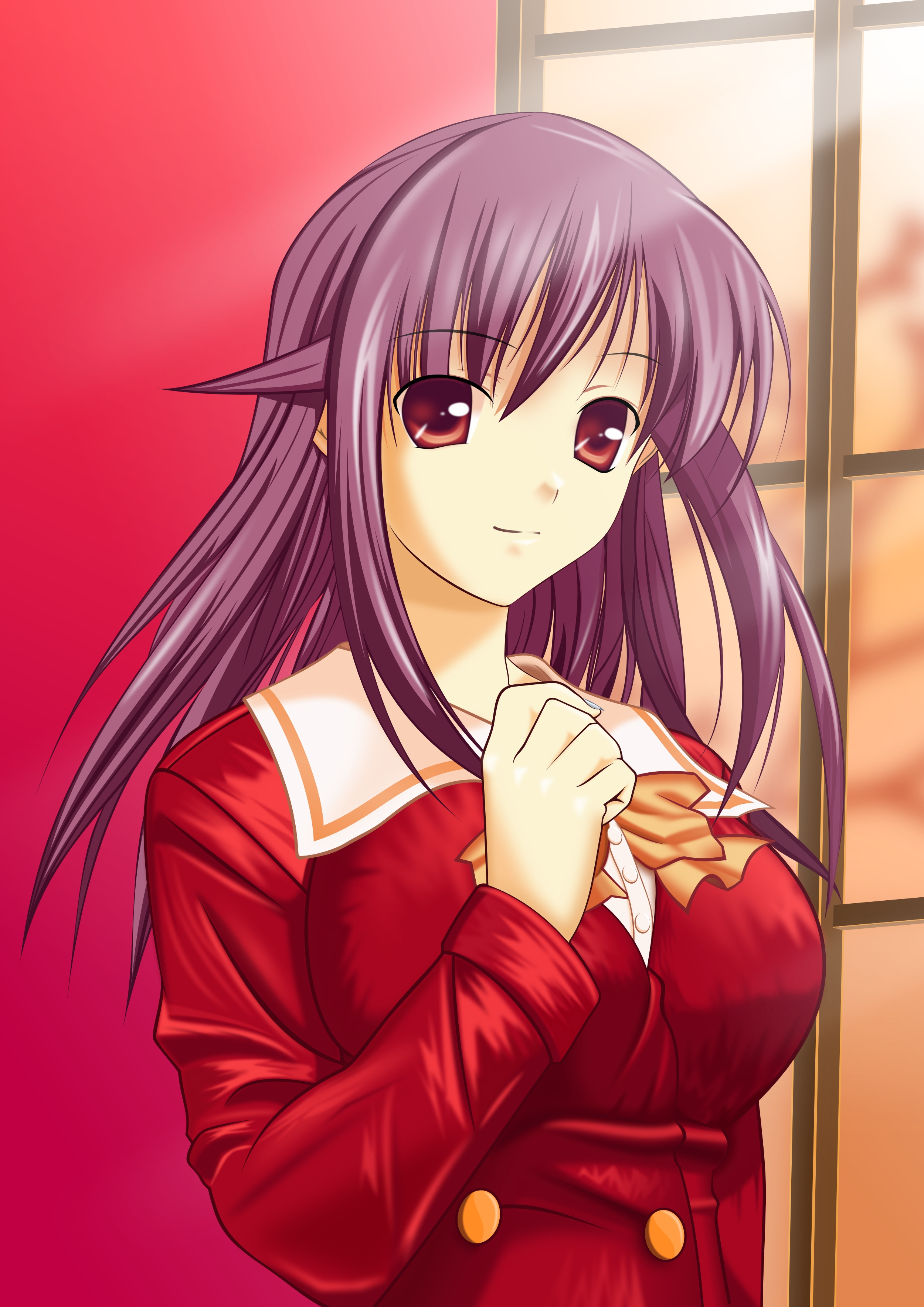
Diseño de un personaje de anime "Mahuri".

En Internet, existen muchas competencias no oficiales o rankings de personajes considerados “moe”. Uno de ellos es el torneo de anime "Saimoe", organizado por miembros activos del foro 2channel, cada año desde el 2002. Los personajes moe pueden elegirse desde el comienzo del año fiscal japonés, que inicia el 1 de julio y termina el 30 de junio del siguiente año. En cada torneo pueden participar hasta 280 personajes moe. Algunos torneos derivativos del torneo principal, el Saimoe, son el RPD Saimoe, en el cual compiten solo personajes de videojuegos por alcanzar la corona y el SaiGAR, la competencia para coronar al "personaje más masculino del anime", el cual se celebra solo entre personajes de anime masculinos.
Entre el 2006 y el 2007, el torneo Saimoe se convierte en un evento de talla internacional; los usuarios del foro 2channel en cierta forma fueron obligados por los “otakus” extranjeros a transcribir al inglés las reglas y la dinámica del torneo. La Liga Internacional de Saimoe ("ISML", por sus siglas en inglés) es otro torneo de creciente popularidad para personajes moe para una audiencia de talla global.
Los concursos “moe” también existen en las publicaciones impresas de revistas en la vida real, sobre la temática de anime, manga y videojuegos. Los Premios a Videojuegos Moe (The Moe Game Awards, en idioma inglés) se otorgan anualmente a los videojuegos bishōjo que se han publicado durante el año en varias categorías, en las que destacan música de fondo, diseño de personajes, desarrollo gráfico, fandisc y contenido erótico. La primera versión de estos premios se celebró en el 2006, con el nombre de Bishoujo Game Awards, pero su nombre se modificó por el de Moe Game Awards, en el 2009. Durante este tiempo, la página de clasificación y calificación de videojuegos japoneses, llamada Organización de Ética de Software para Computadoras (Ethics Organization of Computer Software (EOCS, por su nombre en inglés) la describe como “una versión para adultos (R18) de la industria del videojuego, equiparable a los Premios de la Academia (Los Oscares). Entre las revistas que organizan concurso sobre el moe, se encuentra la revista impresa japonesa Dengeki Moeoh, la cual tiene una columna sobre el tema, llamada "Moeoh Rankings" (萌王ランキング?) donde se enumeran los diez personajes "moe" del mes, determinado por los votos de sus lectores.

## Comentarios
Hay diferentes interpretaciones sobre el concepto de “moe” y ha sido tema de acaloradas discusiones. El psicólogo Tamaki Saito considera que el “moe” que utiliza el “otaku” promedio es la personificación de su particular visión sobre su sexualidad. Saito señala que, aunque muchas de las creaciones de los otakus están llenas de una impresión anormal de sexualidad, varios “otakus” utilizan actualmente estas impresiones en la vida real. De este modo, argumenta que ese tipo de “moe” es una prolongación de la sexualidad del “otaku” con el mundo ficticio, que el personaje ficticio es el objeto de sus deseos y, por lo tanto, no necesitan una conexión con la realidad.
Por otra parte, el crítico Hiroki Azuma rechaza los argumentos de Saito por considerarlos "demasiado complejos". Azuma argumenta que ese tipo de “moe” es simplemente el acto de analizar las características “moe” y emplearlas para adornar la personalidad de ese personaje en particular, provocando diferentes niveles de empatía con la audiencia “otaku”. Azuma puede observar que este es un acto casi exclusivo de los otakus, un acto de satisfacción de sus propios deseos y motivaciones, y que los otaku se limitan a “animalizar” a las personas entre sus limitadas relaciones sociales, simplificando la idea del moe que tiene Saito, en una idea de conseguir una respuesta de excitación sexual con relación a su aislado ambiente social, lo cual sería nada más que el hecho de entrenar el subconsciente, de la misma manera que se entrenan animales salvajes.
En cambio, Tooru Honda argumenta que está en contra de la idea de que el “moe” es simplemente "el acto de excitación sexual en respuesta a los estímulos, y su respectiva animalización", y argumenta que esa interpretación no permite identificar y establecer la esencia primordial del moe. Honda considera que el “moe” deber ser el acto de establecer ideales entre las señales del trasfondo, como un acto de necesidad que representa el romance que es rechazado por la religión, apoyado de manera continua por el materialismo y que se puede interpretar como una actividad mental relevante en los contextos de la mitología y la religión. Además, afirma que el fenómeno de “animalización” solo se presentó después del periodo económico de la burbuja, cuando las personas consumían verdaderos productos sexuales, y que, desde entonces, el “moe” suele interpretarse como el contendiente con el acto de buscar el romance en la vida real, lo que es, por consiguiente, la antítesis del machismo y el método de dominación masculina en el mercado. Además, Saito no distingue entre el “moe” de los más violentos tipos de anormalidades sexuales y prefiere hablar del “moe” en el contexto de “bishojo de batalla” (chicas lindas que pelean). Por otra parte, Honda trata al “moe” como el polo opuesto de la clase de depredadores sexuales, caracterizados por utilizar métodos mucho más malvados, igual que los de Henry Darger.
El director de anime, Kazua Tsurumaki, define el moe como "el acto de rellenar la información faltante acerca de los personajes que no te pertenecen". Partiendo de este punto de vista, el escritor Junji Hotta explica que esos personajes nacieron a partir del instinto humano, la cual es la razón por la que cada persona puede ser cautivada por ellos, mucho más que por la gente real. Toshio Okada dice que, aunque él mismo no logra entender por completo el término “moe”, define que no consiste simplemente en ser estimulado emocionalmente por chicas lindas, sino también se puede utilizar como una meta-visión de verse a sí mismo caer en semejante estado.
En el Manifiesto Moe, el infiltrado en Akihabara, Patrick Galbraith, define el moe como una respuesta afectiva hacia personajes ficticios o su representación. Las aplicaciones de esta definición se han extendido al terreno político, económico y en discusiones culturales.
Por ejemplo, en la práctica, Matthew Brummer describe cómo las Fuerzas de Autodefensa de Japón utilizan la cultura popular y el moe para dar forma a varias percepciones públicas de la institución militar: el Ejército Manga.

## Crítica
Hayao Miyazaki se opone completamente al carácter sumiso que suele acompañar a estos personajes. Su idea es tener protagonistas femeninas que sean de aspecto agradable, pero que también destaquen por ser fuertes y decididas, en respuesta a los roles de género tradicionales que se asignan a la mujer en Japón. Según su punto de vista, es frecuente que el otaku le otorgue un rol tradicional a la mujer como una forma de realización de sus deseos. En respuesta al fetiche que hacen los otakus de los personajes femeninos "adorables", Miyazaki declaró:

«Es complicado. Enseguida se convierten en personas con ansias de una pareja objeto de Lolicon. Por una parte, si queremos tener a [un personaje femenino] que llame la atención, no queda más remedio que hacerlo lo más encantador posible. Pero ahora hay mucha gente que las representa como si sólo las quisieran de mascotas, y la cosa cada vez empeora más».

Algunos artistas Superflat han estudiado la diferencia entre esta visión otaku y el ideal de Miyazaki, en la serie Linda^3, de Cannabis (Tatsuyuki Tanaka) o, según algunos, en las imágenes que se observan al deconstruir el fetiche moe, en la película The End of Evangelion, de Hideaki Anno (con Rei Ayanami como objetivo).
Hiroki Azuma también criticará la fascinación de los otakus por los elementos moe, por considerarlos superficiales, vacíos de narrativa y significado, y porque considera que están excesivamente alineados con el consumismo.